# Kaita Murayama
Pour les articles homonymes, voir Murayama (homonymie).
Kaita Murayama (村山 槐多, Murayama Kaita), né le 15 septembre 1896 à Yokohama et mort le 20 février 1919 à Tokyo, est un peintre et poète japonais, mort de tuberculose à l'âge de 22 ans.